# Theodor Codrescu
Theodor Codrescu (n. 1 aprilie 1819, Iași – d. 23 martie 1894, Iași) a fost un editor, redactor, tipograf, traducător și prozator român,  membru corespondent al Academiei Române. A înființat tipografia Buciumul român, prin intermediul căreia a sprijinit Unirea Principatelor Române. A fost redactor la multe ziare, tipărind, în ziarul Buciumul român, pentru prima oară, epopeea Țiganiada de Ion Budai-Deleanu.

## Biografie
A scris drama istorică Plăieșul Logofăt mare, 1846.
Între anii 1848 și 1853, revine ca profesor la Academie, unde predă istoria. A fost o vreme cenzor al publicațiilor din Moldova și apoi director al Arhivelor Statului din Iași (1856). Preocupările lui Codrescu, multiple, nu sunt susținute totdeauna de o pregătire corespunzătoare. Cu toate acestea, el a știut să răspundă cu promptitudine diverselor necesități culturale ale epocii.
A redactat o Mică gramatică franceză pentru învățătura tinerimii moldo-române (1841), a tradus alte gramatici franceze, a alcătuit un dicționar francez-român și un altul german-român. Împreună cu D. Gusti a tipărit un abecedar, un catehism, o carte de citire, o istorie a românilor - toate, manuale frecvent folosite la vremea lor.
În 1850, în colaborare cu Gh. Săulescu, Teodor Stamati, P. Casimir și D. Gusti, a înființat Tipografia „Buciumul", publicând aici, între altele, multe materiale prounioniste, precum și ziare, ca „Steaua Dunării". Pasionat al istoriei, Codrescu a reușit să culeagă un impresionant număr de documente referitoare la trecutul românilor, pe care le-a tipărit în 25 de volume, sub titlul Uricariul sau Colecțiune de diferite acte. Pentru aceasta, va fi ales membru corespondent al Academiei Române în 1886. Tot sub îngrijirea lui au apărut diverse culegeri de acte oficiale referitoare la politica externă a Principatelor Române.
Avându-l pe Codrescu redactor, au apărut și câteva ziare, printre cele mai bune ale timpului: „Zimbrul" (1850), „Foiletonul Zimbrului" (1855) și „Buciumul român" (1875). Jurnalist priceput, abil în a se strecura printre opreliștile puse de stăpânire, Codrescu s-a priceput să atragă unii scriitori de valoare și să-și anime publicațiile prin câteva principii democratice. În „Buciumul român" a văzut pentru prima dată lumina tiparului, în 1876-1877, Țiganiada, opera lui I. Budai-Deleanu.
Din 1872, a condus (o vreme împreună cu I.S. Bădescu) „Noul curier român". În 1838, încă elev, Codrescu a format cu alți tineri o „societate literară" menită să sporească numărul traducerilor în limba română. El însuși traduce, în același an, o povestire moralizatoare a lui Chr. von Schmid, Istoria tânărului Enric de Aizenfels sau Modul cum învață un copil răpit din leagăn de către tâlhari a cunoaște pe Dumnezeu. Au urmat numeroase tălmăciri publicate în „Albina românească" timp de aproape opt ani și, câteodată, și în „Icoana lumei". Codrescu se îndreaptă cu precădere către scriitori obscuri ori mediocri, pe care nu totdeauna îi menționează. Rareori alege câte un nume ca Al. Dumas ori E. Scribe.
Ca traducător, meritul său principal este de a fi dat, în 1853, cea dintâi versiune românească a romanului Coliba lui Moșu Toma sau Viața negrilor din sudul Statelor Unite din America (I-II), de Harriet Beecher Stowe, sprijinind astfel mișcarea de emancipare socială din Principate. Pentru Teatrul Național din Iași, Codrescu a tălmăcit un mare număr de piese, cu deosebire vodeviluri, care au fost jucate mai bine de un deceniu.
Ca scriitor, Codrescu a început cu prelucrări și a continuat, în linia „Daciei literare", cu destul de izbutite povestiri despre Pepelea - snoave extrase din folclor. În 1844, îi apare volumul O călătorie la Constantinopoli. În 1846 oferă Teatrului Național din Iași vodevilul propriu Soldatul prujitor. Bazată pe quiproquo, intriga este derulată cu îndemânare, fără însă a fi susținută și de un limbaj nimerit.
Plăieșul logofăt mare (1876) este o dramă istorică. Păstrându-se în tiparele romantice, piesa are în centru înfruntarea dintre Stan Plăieșul, considerat reprezentant al bunului simț popular, și Despot Vodă. Anticipând cu aproape patru decenii personajul omonim al lui V. Alecsandri, acesta e un amestec straniu de despotism și toleranță, predispus mai curând să filosofeze asupra vieții decât să conducă țara. Iubire, crimă, complot, adulter alcătuiesc schema piesei lui, ilustrativă totuși pentru anul în care a fost scrisă.